# Tuber borchii
Трюфель борха (Tuber borchii) — вид грибів роду трюфель (Tuber). Гриб класифіковано у 1831 році.

## Будова
Плодове тіло бульбоподібне, діаметром до 5,5 см, м'ясисте, з нерівною поверхнею. Оболонка тонка, гладка, брудно-біла. М'якоть біла, щільна; зовнішні вени дуже тонкі, звивисті, кремово-бурі. Сумки в Гліба розміщуються групами, майже кулясті або грушоподібні, з 1-2, рідше 3 спорами. Спори спочатку безбарвні, майже кулясті, оболонка з сітчастою скульптурою, зрілі - овальні, жовто-бурі, з рельєфною сіткою і довгими шипами по кутах осередків, розміром 41-50 26-29 мкм.

## Життєвий цикл
Утворює мікоризу з широколистяними породами дерев. Плодові тіла дозрівають в серпні - вересні.

## Поширення та середовище існування
Голарктичний лісовий недостатньо вивчений вид з диз'юнктивним ареалом. Виростає в змішаних і хвойних лісах на багатих гумусом ґрунтах. Росте і плодоносить у верхньому шарі ґрунту. Чисельність виду вкрай мала. Зустрічається одиничними екземплярами.

## Природоохоронний статус
Включений до Червоної книги Білорусі 2-го видання (1993). Охороняється в Польщі.